# Grasse-Sud (tổng)
Tổng Grasse-Sud là một tổng của Pháp. Tổng này nằm ở tỉnh Alpes-Maritimes trong vùng Provence-Alpes-Côte d’Azur.

## Các đơn vị hành chính
Tổng Grasse-Sud gồm một phần phía nam thị xã Grasse, thị xã Pégomas và thị xã Auribeau-sur-Siagne

## Lịch sử
| Ngày bầu cử | Tên                      | Đảng      | Tư cách                          |
| ----------- | ------------------------ | --------- | -------------------------------- |
|             |                          |           |                                  |
| 1985        | Hervé de Fontmichel      | UDF       | Phó chủ tịch của Conseil général |
| 1986        | Jean-Pierre Leleux       | UDF       |                                  |
| 1992        | Jean-Pierre Leleux       | UDF       | Phó chủ tịch của tổng hội đồng   |
| 1998        | Jean-Raymond Vinciguerra | Les Verts |                                  |
| 2004        | Jean-Raymond Vinciguerra | Les Verts |                                  |

## Biến động dân số
| 1882                                         | 1926 | 1962 | 1968 | 1975 | 1982 | 1990   | 1999   | 2006   | 2011   | 2012   | 20XX |
|                                              |      |      |      |      |      | 24 965 | 28 891 | 30 783 | 33 067 | 33 280 |      |
| -------------------------------------------- | ---- | ---- | ---- | ---- | ---- | ------ | ------ | ------ | ------ | ------ | ---- |
| Số liệu từ năm 1990: Dân số không tính trùng |      |      |      |      |      |        |        |        |        |        |      |